# 米蘭論壇體育館
米蘭論壇體育館（Forum di Milano，現場館冠名為Unipol論壇體育館（Unipol Forum））是一座室內體育館，位於義大利米蘭郊外3公里的小鎮阿萨戈。為義大利籃球甲級聯賽米蘭奧林匹亞主場。場館亦經歷多次修改以提高容量，在2014年歐洲籃球聯賽四強賽期間從11,000增加到12,600個座位。舉辦演唱會時最多可容納15,800名觀眾。
論壇體育館也是2026年米蘭-柯蒂納戴比索冬季奧運短道競速及花式滑冰賽事舉辦場館。

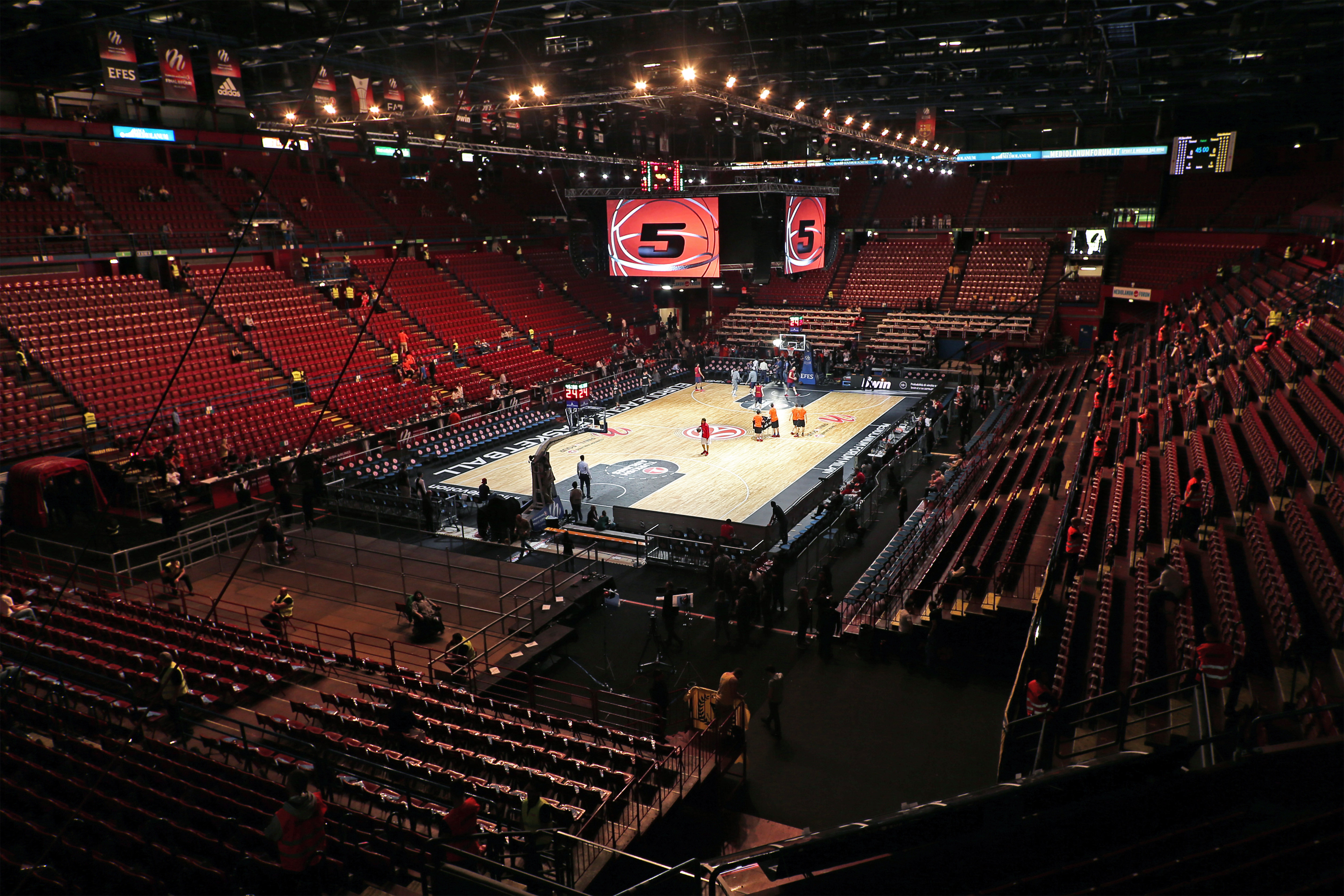
2014年歐洲籃球聯賽

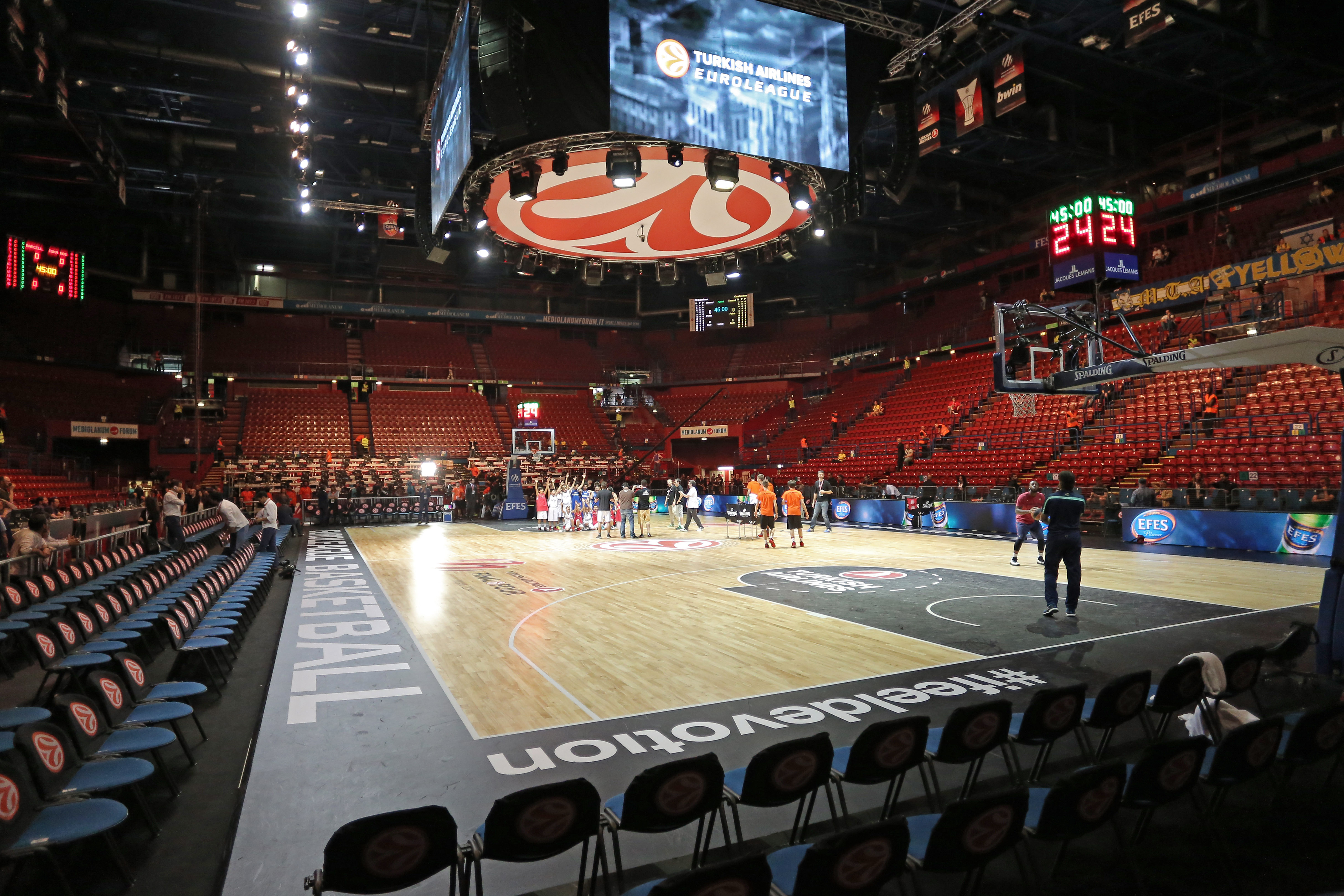
2014年歐洲籃球聯賽

## 外部連結
维基共享资源上的相關多媒體資源：米蘭論壇體育館
- 官方网站 （義大利語）

| 前任： 奧林匹亞廳 慕尼黑         | 世界冰球锦标赛 決賽場館 1994 | 繼任： 斯德哥爾摩球形體育館 斯德哥爾摩 |
| 前任： 斯堪地那維亞體育館 哥特堡 | 台維斯盃 決賽場館 1998       | 繼任： Acropolis Exhibition Hall 尼斯  |
| 前任： 阿侯伊體育館 鹿特丹       | MTV歐洲音樂大獎 會場 1998    | 繼任： 點劇院 都柏林                   |
| 前任： O2體育館 伦敦             | 欧洲篮球锦标赛 會場 2014     | 繼任： 馬德里自治區體育中心 馬德里     |
| 前任： 水电竞技场 格拉斯哥       | MTV歐洲音樂大獎 會場 2015    | 繼任： 阿侯伊體育館 鹿特丹             |